# 和美轉運站
和美轉運站，位於台灣彰化縣和美鎮廣停四用地，
和美轉運站以BOT模式興建，都市計畫變更方式辦理，結合國道客運、公車轉運站，面積1023坪，規劃3月台，地下1層與6至8層與屋頂為停車場使用，256個汽車停車位、338機車停車位。
已通過都市計畫細部變更提高土地使用度，目前辦理土地移與及招商作業等。

## 外部連結
- 彰化縣政府交通處和美轉運站大事記 （页面存档备份，存于）